# Theudesinda
Theudesinda auch Theudesind bzw. Theudesinde, Prinzessin und Herzogin. Sie war Tochter des Friesen-Königs Radbod.
Sie heiratete um 711 den Hausmeier Grimoald den Jüngeren und wurde somit Herzogin von Burgund und Herzogin der Champagne. Hierbei handelt es sich um ein bemerkenswertes Ereignis, denn selten gingen die Arnulfinger bzw. Karolinger eine „Ausländerehe“ ein. Die vollgütige Ehe kam wohl 711 dadurch zustande, dass Pippin der Mittlere die Friesen besiegte (während der beiden Kriegszüge in den Jahren 690 und 695). Die Ehe blieb jedoch kinderlos, was zur Folge hatte, dass ihr Gemahl auch seine Konkubine behielt, mit der er schon den späteren Erben, Theudoald, im Jahr 708 hervorgebracht hatte.